# Крута Слобода
Крута́ Слобода́ — залізничний пасажирський зупинний пункт Рівненської дирекції залізничних перевезень Львівської залізниці.
Розташований на західній околиці смт Томашгород (місцевість Крута Слобода) Рокитнівського району Рівненської області на лінії Сновидовичі — Сарни між станціями Томашгород (2 км) та Клесів (12 км).
Станом на серпень 2019 року щодня дві пари дизель-потягів прямують за напрямком Олевськ — Сарни.